# Stefan Sterling-Okuniewski
doc. dr Stefan Sterling-Okuniewski (ur. 1884, zm. 1934) – polski lekarz, major Wojska Polskiego. Jeden ze współtwórców polskiej onkologii.

## Życiorys
Urodził się w Warszawie 16 sierpnia 1884. Tamże ukończył szkołę średnią i rozpoczął studia na wydziale lekarskim Uniwersytetu Warszawskiego. Wydalony z uczelni za udział w działalności niepodległościowej, w 1904 wyemigrował do Szwajcarii, gdzie uzyskał dyplom doktora medycyny na Uniwersytecie Zuryskim. Następnie osiadł we Wrocławiu, gdzie na Uniwersytecie Wrocławskim uzyskał stopień doktora filozofii.
Powróciwszy do Polski założył w Łodzi pierwszą w kraju poradnię onkologiczną (Przychodnię Przeciwrakową), przez pewien czas kierował także tamtejszą Miejską Pracownią Bakteriologiczną. W latach 1906–1913 działacz Towarzystwa Kultury Polskiej.
W czasie wojny polsko-bolszewickiej kierował zespołem, którego zadaniem miało być zbadanie i zwalczanie pandemii grypy „hiszpanki” wśród wojska.
W 1921 został jednym z założycieli Polskiego Komitetu do Zwalczania Raka, od 1923 redaktor naczelny jego biuletynu, trzeciego w świecie czasopisma poświęconego nowotworom i walce z nimi (ukazuje się do współczesności pod tytułem „Nowotwory”). Współtworzył także pierwszy polski program przeciwnowotworowy.
Habilitację uzyskał w 1924 na podstawie pracy z dziedziny patologii i interny. W 1928 został ordynatorem Oddziału Wewnętrznego Szpitala Ujazdowskiego, stanowisko to piastował do śmierci.
Zmarł w Warszawie 10 kwietnia 1934. Po jego śmierci redaktorem „Nowotworów” został Bronisław Adam Wejnert.